# Етиопијан ерлајнсов лет 409
Етиопијан ерлајнс лет 409 је био међународни путнички лет етиопске авио–компаније Етиопијан ерлајнса, авиона Боинг 737-800, који је полетео са аеродрома Бејрут у Либану ка аеродрому Боле у Адис Абебиу у Етиопији. Авион се срушио у Средоземно море 25. јануара 2010. године на двадесетак километара од либанске обале, са 82 путника и 8 чланова посаде.

## Авион
Предметни ваздухоплов је Боинг 737-8AS, регистрована ET-ANB, s/n 29935. Први власник авиона је Рајанер која је 4. фебруара 2002. године примила авион регистрован EI-CSW. У септембру месецу 2009. године ваздухоплов је закупљен од Етиопијан ерлајнса. Задње техничке прегледи одржана је дана 25. децембра 2009. без икаквих технички проблема.

## Истрага
Либанске власти покренуле су истрагу о узроку несреће којој ће се прикључити и Боинг компанија. Иако до сада нису познати узроци пада авиона са лета 409 либански председник Мишел Сулејман искључио је могућност терористичког напада.
Засад, чин саботаже је мало вероватан. Истрага ће утврдити узрок пада (авиона)— председник Мишел Сулејман

## Путници и посада
Према званичном саопштењу Итиопијан ерлајнса у авиону је било 82 путника и 8 чланова посаде. Француска амбасада у Либану саопштила је да је на списку путника била и Денис Пиетонс супруга амбасадора те земље у Либану.
| Државе               | Путници | Посада | Укупно |
| -------------------- | ------- | ------ | ------ |
| Либан                | 51      | -      | 54     |
| Етиопија             | 22      | 8      | 30     |
| Уједињено Краљевство | 2       | -      | 2      |
| Канада               | 1       | -      | 1      |
| Француска            | 1       | -      | 1      |
| Ирак                 | 1       | -      | 1      |
| Русија               | 1       | -      | 1      |
| Сирија               | 1       | -      | 1      |
| Турска               | 1       | -      | 1      |
| Укупно               | 82      | 8      | 90     |